# Luis María Pastor Coxo
Luis Maria Pastor (Barcellona, 26 aprile 1804 – Madrid, 29 settembre 1872) è stato un economista e politico spagnolo, liberale moderato fu Ministro del Commercio nell'effimero governo presieduto da Lersundi, poi Senatore a vita fu tra i fondatori della Sociedad Abolicionista Española e della Società Libera di Economia Politica.

## Biografia
Luis Maria Pastor y Coxo nacque a Barcellona dove fu battezzato nella chiesa di Santa Maria del Pi il 26 aprile 1804.

In politica faceva parte dei liberali moderati dal 1844 e fu eletto deputato otto volte. Ricoprì diverse cariche importanti tra cui quella di Ministro del Commercio nell'effimero governo del 1853 di Francisco de Lersundi (1817-1874) caduto a causa dello scandalo delle concessioni per la realizzazione di ferrovie nel Nord della Spagna. Fu nominato senatore a vita nel 1863.

Oltre che alla politica si interessò di letteratura economica e sociale. Fu membro della Accademia di Scienze Morali e Politiche e tra i fondatori della Società Libera di Economia Politica di Madrid insieme a Laureano Figuerola, Rodríguez, Colmeiro, Echegaray, Moret, e altri.

Nel 1865, il 2 aprile, fece parte della giunta dei fondatori della Società abolizionista spagnola (Sociedad Abolicionista Española), fondata da  Julio Vizcarrondo che ne fu anche il segretario, la quale si prefiggeva l'abolizione della schiavitù nelle colonie spagnole di Porto Rico e Cuba.

Morì il 29 settembre 1872 a Madrid.